# Magnavox Odyssey

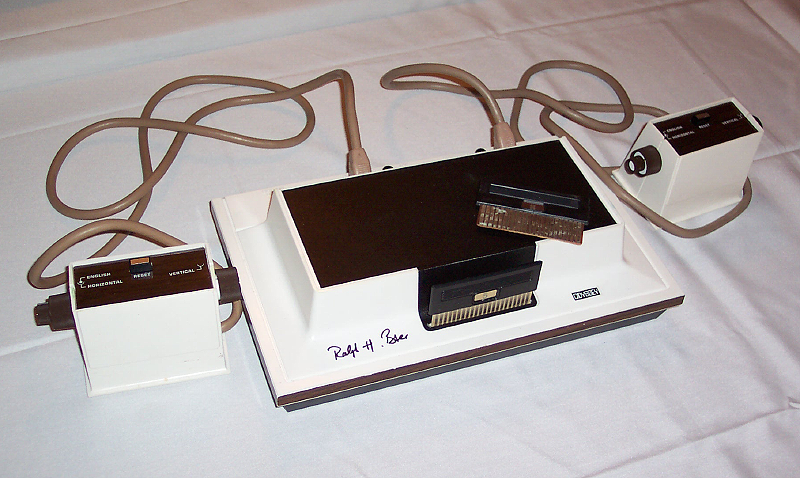
Consola Magnavox Odyssey

Magnavox Odyssey este prima consolă de jocuri din lume. A fost demonstrată pe 24 mai 1972 și dată spre vânzare în luna august a aceluiași an, cu trei ani înainte de apariția consolei Atari Pong.

## Istorie
În 1966, în timp ce lucra la Sanders Associates, Ralph Baer a avut ideea unui dispozitiv de divertisment care putea fi conectat la un monitor de televizor. Prezentând acest lucru superiorilor săi de la Sanders și obținând aprobarea acestora, el, împreună cu William Harrison și William Rusch, au creat prototipul „Brown Box” al unei console de jocuri video pentru acasă cu care se putea juca un simplu joc de tenis de masă. Cei trei au brevetat tehnologia, iar Sanders a vândut licența brevetelor către Magnavox pentru a le comercializa. Cu ajutorul lui Baer, Magnavox a dezvoltat Magnavox Odyssey, prima consolă comercială pentru acasă, în 1972.

## Listă de jocuri
- 01 Analogic (Cartridge 3)
- 02 Baseball (Cartridge 3) #ITL 700
- 03 Basketball (Cartridge 8) #7123
- 04 Brain Wave (Cartridge 3) #7176
- 05 Cat & Mouse (Cartridge 4)
- 06 Dogfight (Cartridge 9)
- 07 Football: Passing & Kicking (Cartridge 3)
- 07 Football: Running (Cartridge 4)
- 08 Fun Zoo (Cartridge 2) #ITL 900
- 09 Handball (Cartridge 8) #ITL 701
- 10 Haunted House (Cartridge 4)
- 11 Hockey (Cartridge 3)
- 12 Interplanetary Voyage (Cartridge 12) #7175
- 13 Invasion (Cartridges 4, 5 & 6) #ITL 801
- 14 Percepts (Cartridge 2) #1TL 802
- 15 Prehistoric Safari (Cartridge 9)
- 16 Roulette (Cartridge 6)
- 17 Shooting Gallery (Cartridge 10)
- 18 Shootout (Cartridge 9)
- 19 Simon Says (Cartridge 2)
- 20 Ski (Cartridge 2)
- 21 Soccer (Cartridges 3 & 5)
- 22 States (Cartridge 6)
- 23 Submarine (Cartridge 5)
- 24 Table Tennis (Cartridge 1)
- 25 Tennis (Cartridge 3)
- 26 Volleyball (Cartridge 7) #ITL 702
- 27 Win (Cartridge 4) #7302
- 28 Wipeout (Cartridge 5) #ITL 800